# Parasemia melas
Parasemia melas är en fjärilsart som beskrevs av Chr. 1893. Parasemia melas ingår i släktet Parasemia och familjen björnspinnare. Inga underarter finns listade i Catalogue of Life.